# Paroster couragei
Paroster couragei är en skalbaggsart som beskrevs av Watts 1978. Paroster couragei ingår i släktet Paroster och familjen dykare. Inga underarter finns listade i Catalogue of Life.